# Hoa hậu Bỉ
Hoa hậu Bỉ (tiếng Hà Lan: Miss België, tiếng Pháp: Miss Belgique, tiếng Đức: Miss Belgien) là cuộc thi sắc đẹp thường niên có quy mô lớn nhất nước Bỉ. Cuộc thi bắt đầu được tổ chức từ năm 1969. Thí sinh đoạt danh hiệu Hoa hậu Bỉ sẽ có nghĩa vụ tham dự Hoa hậu Thế giới và Hoa hậu Hoàn vũ. Đương kim hoa hậu Bỉ hiện nay là Alizée Poulicek.
Tại cuộc thi Hoa hậu Bỉ 2008, thí sinh Alizée Poulicek đăng quang nhưng lại bị khán giả la ó phản đối vì cô không thể nói tiếng Hà Lan, ngôn ngữ phổ biến nhất ở Bỉ. Sự việc diễn ra trong hoàn cảnh chính phủ Bỉ không thể thành lập do những mâu thuẫn giữa các cộng đồng ngôn ngữ khác nhau.